# Урбаны
Урбаны (бел. Урбаны) — деревня, расположенная на территории Браславского района Витебской области Белоруссии. Входит в состав Межанского сельсовета. Население — 132 человека (2019).
Одноимённый пункт пропуска на границе с Латвией. С латвийской стороны ему соответствует пункт пропуска «Силене» Даугавпилсского края. Является одним из двух международных автомобильных пунктов пропуска на границе Белоруссии с Латвией. Имеется республиканский пункт таможенного оформления ПТО «Урбаны» (режим работы круглосуточно).